# Neitersen
Neitersen é um município localizada no distrito de Altenkirchen, na associação municipal de Verbandsgemeinde Altenkirchen, no estado da Renânia-Palatinado.

## População
| - 1815 – 298 - 1835 – 330 - 1871 – 438 - 1905 – 549 - 1939 – 605 - 1950 – 726 | - 1961 – 798 - 1965 – 822 - 1970 – 818 - 1975 – 763 - 1980 – 762 - 1985 – 724 | - 1987 – 736 - 1990 – 775 - 1995 – 811 - 2000 – 847 - 2005 – 835 |